# Hans Oudenaarden
Hans Oudenaarden (Rotterdam, 23 juni 1948) is een Nederlandse notaris en pianist.

## Biografie
Oudenaarden groeide op in de Rotterdamse wijk Blijdorp. Al jong bleek zijn talent voor de piano. Vanaf zijn 10e jaar studeerde hij bij Marinus Flipse, internationaal bekend pianist en gerespecteerd docent, zowel in Nederland als in Frankrijk. Al snel werd duidelijk dat hij op enig moment zou kunnen kiezen voor een carrière in de muziek. 
Na het gymnasium studeerde Oudenaarden notarieel recht aan de Universiteit Utrecht, waar hij afstudeerde in 1972. Aansluitend trad hij in dienst bij  Westbroek Notarissen. Ondertussen rondde hij aan de Universiteit Leiden ook de studie burgerlijk recht af. In 1982 werd hij partner bij Dutilh, later gefuseerd tot NautaDutilh.
Van 1980 tot 1989 was hij voorzitter van de Vrienden van het Rotterdams Philharmonisch Orkest. In de periode 1988-1991 was hij districtsvoorzitter van de Koninklijke Notariële Beroepsorganisatie en van 1991-1997 notaris-bestuurslid van de Rotterdamse Kamer van Toezicht voor het Notariaat. 
Vanwege zijn verdiensten voor de Rotterdamse samenleving ontving hij in 1993 de Erasmusspeld van de Gemeente Rotterdam. In 2004 werd hij benoemd tot Ridder in de Orde van Oranje-Nassau.
Oudenaarden is getrouwd en heeft twee kinderen.

## Muzikale carrière
De eerste plaatopnamen stammen uit het begin van de jaren 1970. In zijn studententijd werd hij veelvuldig gevraagd als solist bij studentenorkesten. Tijdens een 14-daagse internationale tournee van het Nederlands Studenten Kamerorkest, NESKO, was hij te horen als solist in Beethovens Derde Pianoconcert. 
In 1977 was hij verantwoordelijk voor de organisatie van het Harten-Zes Pianofestival, waar o.a. George van Renesse, Gérard van Blerk, Alwin Bär, Louis van Dijk, Daniel Wayenberg en Frédéric Meinders aan meewerkten. (Een dubbelalbum Pianofestival in De Doelen werd door EMI uitgebracht in 1978)
Zijn eerste cd verscheen in 1982, Pianissimo, met muziek van Chopin, Mozart, Debussy en Bach. Daarna volgden opnamen als solist, en met pianisten als Daniel Wayenberg, Wibi Soerjadi, Louis van Dijk, en Marinus Flipse. Bijzondere vermelding verdient de registratie van Beethovens Eerste Pianoconcert met het Singapore Symphony Orchestra o.l.v. Choo Hoey, live opgenomen in de Victoria Memorial Hall en op cd uitgebracht in 1993. Als toegift is te horen Reminiscenses of Amsterdam, gecomponeerd door Thijs Dercksen, en opgedragen aan Hans Oudenaarden.  
Van 1972 tot 1975 presenteerde hij wekelijks voor de TROS op Hilversum 2 het programma Pianisten van Thans en Toen en later Klaviertuositeiten. In totaal zijn er 150 afleveringen te beluisteren geweest. 

## Discografie

### Albums
- Pianissimo, 1982
- Keizerlijk Concert. Hans Oudenaarden Speelt de Bösendorfer Imperial 1892, 1982
- Saint-Saëns/Franck (met Daniel Wayenberg), 1988
- Salut d’Amour, 1989
- Rhapsody In Blue and Other Piano Favourites (met Louis van Dijk), 1991
- Reflections (met Louis van Dijk), 1991
- Romeo and Juliet, Tchaikowsky Transcriptions, 1991
- Het grote Dieren Carnaval (met Luc Lutz), 1992
- Double Portrait (met Marinus Flipse), 1992
- Live in Singapore (met het Singapore Symphony Orchestra o.l.v. Choo Hoey), 1993
- Virtuosités Françaises (met Daniel Wayenberg en het Limburgs Symfonie Orkest) 1993
- Natuurlijk (met Daniel Wayenberg en Wibi Soerjadi), 1994
- Just Friends (met Louis van Dijk, Marinus Flipse en Daniel Wayenberg) 1994
- Joint Venture (met Wibi Soerjadi), 1994
- Pictures at an Exhibition and Favourite Russian Encores, 1995
- Proficiat Ome Daan! Daniel Wayenberg 65 (met Tonny Eyk, Louis van Dijk, Willem Duys, Ardjoena Soerjadi)1995
- In concert, Rotterdam Rotary Recital, 9 november 1995
- Partnership (met Daniel Wayenberg, Louis van Dijk, Ardjoena Soerjadi, Rotterdam Chamber Orchestra) 1997
- Chopin, 1998
- Autumn Rhythm (met Ingmar Wassenaar), 1999
- Marnix Steffen, Hans Oudenaarden (met Marnix Steffen), 1999

Bronnen, noten
- Vijf pianisten traden op in Goes, Provinciale Zeeuwse Courant, 9 december 1961
- Concert leerlingen Marinus Flipse, Provinciale Zeeuwse Courant, 6 april, 1963
- Voortreffelijk Studentenconcert, Wouter Paap, Centrum 22 maart 1968
- Hans Oudenaarden (Utrecht) won met glans het pianistenconcours, Delftsche Courant, 7 maart 1969
- Studentenmuziek op hoog peil, NRC, 2 april 1969
- Hans Oudenaarden: aandacht voor testament en Steinway, Utrechts Nieuwsblad, 16 december 1970
- Studenten-orkest op goed peil, Volkskrant, 23 april 1971
- Symphonia speelde voor Adriaan Stichting, Parool, 18 mei 1971
- Koffie met muziek, De Tijd, 21 oktober, 1971
- Ik mag alles doen, ik ben de componist, Het Vrije Volk, 11 november 1977
- Met zes man tegelijk, AD, 5 november, 1977
- Programmaboekje Aktie Harten-Zes Pianofestival, 18 november 1977
- Muzikale notities, Trouw, 20 september 1979
- Spanje-jaar, ArtikelDrie, Intern Informatiebulletin van NautaDutilh, augustus 1992
- Zompige dag van de Romantische muziek, Rotterdams Dagblad, 16 augustus 1993
- Zes Gouden Platen, ArtikelDrie, Intern Informatiebulletin van NautaDutilh, 1996
- Het overkomt je, Pianowereld, juni 1996
- Louis van Dijk: eerbetoon aan Hans Oudenaarden, NVGD Nieuws, nr. 7, december 1990
- Klassiek, Rob van der Hilst, Gooi- en Eemlander, 19 mei 1992

- International Standard Name Identifier: 0000 0001 2069 401X
- Library of Congress Control Number: no2011092457
- Nederlandse Thesaurus van Auteursnamen: 124442099
- Virtual International Authority File: 171711252
- WorldCat: E39PCjvfrHvRjfYrwDXbYy4F83